# Punto di ironia
Il punto di ironia o segno di ironia viene utilizzato principalmente per indicare che una frase deve essere letta e compresa con sarcasmo. Un punto esclamativo tra parentesi o un punto interrogativo, nonché citazioni di spavento sono anche a volte utilizzati per esprimere ironia o sarcasmo.

## Punto di percontazione
Il punto di percontazione (), un punto interrogativo invertito in seguito denominato punto interrogativo retorico, è stato proposto da Henry Denham negli anni ottanta del Cinquecento ed è stato utilizzato alla fine di una domanda che non richiede una risposta: una domanda retorica. Il suo utilizzo si estinse nel XVII secolo. Questo carattere può essere rappresentato utilizzando il punto interrogativo invertito (⸮) trovato in Unicode come U + 2E2E; un altro carattere che lo approssima è il punto interrogativo arabo (؟), U + 061F.
Il punto interrogativo moderno (? U + 003F) discende dal "punctus interrogativus" (descritto come "un lampo che colpisce da destra a sinistra"), ma a differenza del punto interrogativo moderno, il punctus interrogativus può essere contrastato con il punctus percontativus: il primo segna domande che richiedono una risposta mentre il secondo segna domande retoriche.

## Marchio di ironia
Nel 1668, John Wilkins, in Un saggio verso un carattere reale e un linguaggio filosofico, propose di utilizzare un punto esclamativo capovolto per punteggiare affermazioni ironiche. Nel 1841, Marcellin Jobard, un editore di giornali belga, introdusse un segno ironico a forma di punta di freccia sovradimensionata con un piccolo gambo (come un ideogramma di un albero di Natale). L'anno successivo amplia la sua idea, suggerendo che il simbolo possa essere utilizzato in vari orientamenti (di lato, capovolto, ecc.) Per segnare "un punto di irritazione, un punto di indignazione, un punto di esitazione".
Il punto ironico (francese: point d'ironie) è stato proposto dal poeta francese Alcanter de Brahm (alias, Marcel Bernhardt) nel suo libro del 1899 L'ostensoir des ironies per indicare che una frase dovrebbe essere intesa a un secondo livello (ironia, sarcasmo, ecc.). È illustrato da un glifo simile, ma non identico, a un piccolo punto interrogativo in alto e rivolto all'indietro. Lo stesso marchio è stato utilizzato in precedenza da Marcellin Jobard in un articolo datato 11 giugno 1841 e commentato in un rapporto del 1842.
Hervé Bazin, nel suo saggio "Plumons l'Oiseau" ("Cogliamo l'uccello", 1966), ha usato la lettera greca ψ con un punto sotto per lo stesso scopo (). Nella stessa opera, l'autore ha proposto altri cinque segni di punteggiatura innovativi: il "punto di dubbio" (), "punto di convinzione" (), "punto di acclamazione" (), "punto di autorità" () e "punto di amore" ().

Nel marzo 2007, la fondazione olandese CPNB (Collectieve Propaganda van het Nederlandse Boek) ha presentato un altro disegno di un marchio ironico, l'ironieteken: ().

Alcanter de Brahm 1899
Percontation point in Unicode
Hervé Bazin 1966
CPNB proposal 2007

## Corsivo inverso
Tom Driberg ha raccomandato che le affermazioni ironiche dovrebbero essere stampate in corsivo che si oppongono al corsivo convenzionale.

## Citazioni di scherno
Le citazioni di scherno (o "di paura") sono un uso particolare delle virgolette. Sono posti intorno a una parola o frase per indicare che non è usata nel modo in cui lo userebbe personalmente lo scrittore. Contrariamente allo scopo tipografico nominale delle virgolette, le parole allegate non sono necessariamente citate da un'altra fonte. Quando vengono letti ad alta voce, vengono utilizzate varie tecniche per trasmettere il senso, come anteporre l'aggiunta di "cosiddetto" o una parola o frase simile di disprezzo, usando un tono sarcastico o beffardo, oppure mimando il gesto delle virgolette, o altro.

## Temherte slaqî
In alcune lingue etiopi, il sarcasmo e le frasi irreali sono indicati alla fine di una frase con un segno di sarcasmo chiamato temherte slaqî o temherte slaq, un carattere che assomiglia al punto esclamativo invertito (U + 00A1) (¡).